# Reinhard-Keiser-Gedenkstätte
De Reinhard-Keiser-Gedenkstätte is een museum in Teuchern in de Duitse deelstaat Saksen-Anhalt. Het werd in 1979 opgericht.
Het museum is voor een groot deel gewijd aan de barokcomponist Reinhard Keiser. Daarnaast is er nog aandacht voor enkele andere componisten die eveneens in of bij  Teuchern zijn geboren of opgegroeid. Die presentaties gaan over Johann Christian Schieferdecker, Johann David Heinichen en Johann Friedrich Fasch.
Keiser werd op dit adres Am Markt 9 in 1674 geboren. Het huis is in al die jaren niet gelijk gebleven. Het museum bezit originele documenten, zoals operaboekjes (libretti), partituren en andere documenten uit Keisers werk en leven.
De bezoeker wordt door middel van tekstborden en foto's bekend gemaakt met de verschillende levensfases van Keiser. Er staat een oud spinet en in vitrinekasten worden nagebouwde instrumenten getoond. Er zijn bandopnames gemaakt die in het Duits, Engels en Frans kunnen worden afgeluisterd. Door middel van druktoetsen kan een opera naar keuze worden afgespeeld.